# Kurs żyrokompasowy

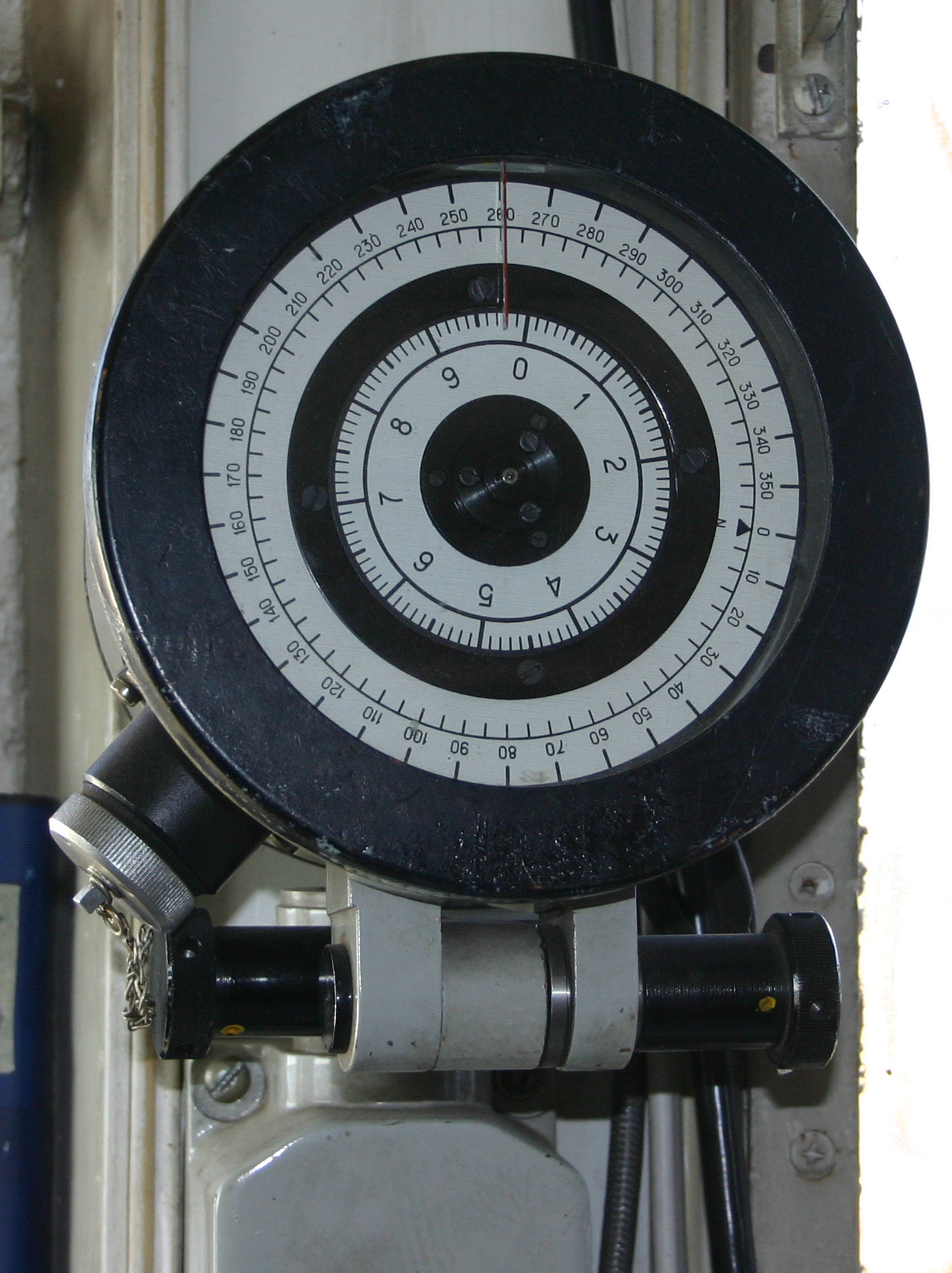
Repetytor żyrokompasu

Kurs żyrokompasowy – kurs statku wskazywany przez żyrokompas (kąt między kierunkiem północnym wskazywanym przez dany kompas a linią symetrii statku). 
- KŻ + ΔŻ = KR

gdzie:
- KŻ - kurs kompasowy
- ΔŻ - poprawka żyrokompasu (zależna od prędkości)
- KR - kurs rzeczywisty